# Sandro Gotal
Sandro Gotal (Bregenz, 9 settembre 1991) è un calciatore austriaco, attaccante del Vrapče Zagabria.

## Palmarès

### Club

#### Competizioni nazionali
- Supercoppa di Bielorussia: 1

Dinamo Brėst: 2018
- Coppa di Bielorussia: 1

Dinamo Brėst: 2017-2018
- Campionato lituano: 1

Sūduva: 2018
- Supercoppa di Lituania: 1

Sūduva: 2019